# Bademeister Spargel
Bademeister Spargel, auch Bademeister im Damenbad, ist eine österreichische Filmkomödie von Alfred Lehner aus dem Jahr 1956.

## Handlung
Engelbert Spargel lebt mit seiner Frau Agnes, der erwachsenen Tochter Inge, dem Nesthäkchen Karlie und Agnes’ älterem Bruder Ypsilon in einem Haus in Wien. Spargel verdient sich sein Geld als Bademeister, eckt in seiner Arbeit aufgrund seiner Besserwisserei und dem gelegentlichen Verirren in die Damenumkleidekabine jedoch an. Zu Hause gibt es immer wieder Ärger, weil Tochter Inge zwar Modistin ist, jedoch Sängerin werden will. Zudem will Vater Spargel nichts davon wissen, dass sie mit dem Sohn seines Chefs, Willi, zusammen ist. Schon lange hat Spargel zudem Ärger mit seinem Bruder Loisl, der in Amerika lebt. Dieser hatte ihm einst seine Freundin ausgespannt, mit der Spargel kurz vor der Hochzeit stand. Seitdem herrscht Funkstille zwischen den Brüdern und Loisls Name wie auch Amerika sind im Hause Spargel tabu.
Spargel weiß nicht, dass Loisl der Familie seit geraumer Zeit Geld zukommen lässt, das Agnes und Inge verwalten. Anders würde die Familie nicht über die Runden kommen. Eines Tages erfährt Agnes vom Notar, dass Loisl gestorben ist und den Spargels die Hälfte seines Vermögens in Höhe von 50.000 Dollar vermacht hat. Die andere Hälfte geht an seine Tochter Margot, die in einiger Zeit nach Wien kommen will. Da die Familie weiß, dass Spargel nie Geld von seinem Bruder akzeptieren würde, beschließen sie, ihn das Geld selbst verdienen zu lassen oder es ihm anderweitig „unterzuschieben“. Unterstützung erhalten sie dabei vom Freund der Familie, Hans Binder, und von Willi.
Willi kann seinen Vater überreden, Spargel zu befördern. Er wird nun Kassierer des Bades, wodurch sich sein Gehalt verdoppelt. Durch einen Toto-Gewinn ist Spargel um 300.000 Schilling reicher und wird durch Baulose plötzlich Inhaber einer Villa. Margot erscheint in Wien und lernt ihre Verwandten kennen. Da sicher ist, dass Spargel Margot ablehnen würde, stellt Hans sie Spargel als seine Bekannte aus Amerika vor. Margot umgarnt Spargel, der plötzlich den Gentleman in sich entdeckt, sich neu einkleidet, seinen Bart abrasiert und sehr viel Zeit mit ihr und außer Haus verbringt, was er vor Agnes als Arbeitsstunden verkauft. Dennoch bringt seine neue Lebensfreude ihn nicht dazu, Willi als Schwiegersohn zu akzeptieren. Von Margot erhält Spargel eines Tages eine Einladung zu einem Konzert, wobei Margot vorgibt, selbst als Sängerin aufzutreten. Spargel ist erstaunt, in seiner Loge seine Frau vorzufinden; auf der Bühne singt wiederum Inge. Spargel verlässt das Konzert vorzeitig. In seiner Villa erscheinen neben seiner Familie kurz darauf auch Direktor Müller, sein Sohn Willi und Hans. Agnes eröffnet Spargel, sich von ihm aufgrund seiner außerehelichen Eskapaden scheiden lassen zu wollen. Zudem verkündet sie die Verlobung von Inge und Willi. Margot erscheint und eröffnet Spargel, dass sie seine Nichte ist. Zudem kündigt sie an, sich mit Hans verloben zu wollen. Spargel schimpft, erfährt dann jedoch, dass sein Bruder Loisl verstorben ist. Nun erst erkennt er, wie falsch sein Verhalten war. Er willigt in die Verlobungen ein und bittet Agnes, zu ihr zurückkehren zu dürfen. Agnes vergibt ihm.

## Produktion
Die Dreharbeiten fanden in den Ateliers der Wien-Film Schönbrunn statt. Die Kostüme schufen Ella Bei, Hilde Reihs-Gromes und Lambert Hofer, die Filmbauten stammen von Richard Duschel. Regieassistent war Rudolf Zehetgruber. Liane Augustin singt im Film den Titel Auf Wiedersehen. Paul Hörbiger ist mit einem Wienerlied über einen Ehering zu hören.
Der Film kam am 15. März 1956 in die bundesdeutschen Kinos.

## Kritik
Der film-dienst bezeichnete Bademeister Spargel als „platte[n] Schwank voller Albernheiten und ohne nachvollziehbare Motivation.“